# Спіритизм (Аллан Кардек)
Спіритизм (від лат. spiritus — «душа, дух») — релігійно-філософська доктрина, розроблена у Франції в середині XIX століття Алланом Кардеком.
Кардек у вступі до «Книги Духів» ствердив, що вводить новий термін «спіритизм» для позначення своєї доктрини, оскільки «нові поняття вимагають нових назв». Однак, слово тут же обросло численними значеннями і стало застосовуватися до багатьох релігійних і окультних рухів, в тому числі: кандомбле, Умбанда, каодай, сантерії, а також до африканських традицій анімізму. Послідовники спіритуалізму надалі не раз намагалися розмежувати сфери двох понять. Артур Конан Дойль в «Історії спіритуалізму» уточнює: «спіритизм є частина спіритуалізму, але не навпаки».

## Історія
Аллан Кардек почав вивчати паранормальні явища, що відбувалися на спіритичних сеансах, в 1850 році. За допомогою дочок свого друга, що виконували роль медіумів, він дізнався про свою «місію», яка полягала в тому, щоб донести до людства якісь нові уявлення про будову світу і життя в ньому. Кардек, повіривши у власну обраність, взявся формувати власне «святе письмо» шляхом спіритичних діалогів, ставлячи «духам» питання і записуючи відповіді. Останні формулювалися стукотами або ударами (за допомогою умовного коду).
Два роки потому Кардек вирішив, що отримав достатньо інформації, щоб сформулювати (за його власними словами) «абсолютно нову теорію існування людства, його долі і призначення». Основні положення цієї теорії він виклав у «Книзі Духів» (фр. Le Livre des Esprits, 1856), за якою вийшли «Книга медіумів» (фр. Le Livre des médiums, 1861), «Євангеліє в трактуванні духів» (фр. L'Évangile Selon le Spiritisme, 1864) та інші.